# 水蒜芥
水蒜芥（学名：Sisymbrium irio），又名抪娘蒿，为十字花科大蒜芥属下的一种一年生草本植物，高度可達3英尺（0.91），開四瓣黃色小花。中東地區它被用來治療咳嗽、風濕和水腫。

## 扩展阅读
- 維基物種上的相關：水蒜芥